# Ilince
Ilince (izvirno srbsko Илинце) je naselje v Srbiji, ki upravno spada pod Občino Preševo; slednja pa je del Pčinjskega upravnega okraja.

## Demografija
V naselju živi 73 polnoletnih prebivalcev, pri čemer je njihova povprečna starost 26,0 let (26,4 pri moških in 25,5 pri ženskah). Naselje ima 29 gospodinjstev, pri čemer je povprečno število članov na gospodinjstvo 4,69.
Po podatkih popisa iz leta 2002 večino prebivalstva predstavljajo Albanci.
|  |

| Demografija | Demografija     | Demografija     |
| Leto        | Št. prebivalcev | Št. prebivalcev |
| ----------- | --------------- | --------------- |
|             |                 |                 |
|             |                 |                 |
|             |                 |                 |
|             |                 |                 |
| 1948        | 334             |                 |
| 1953        | 328             |                 |
| 1961        | 336             |                 |
| 1971        | 294             |                 |
| 1981        | 131             |                 |
| 1991        | 155             | 152             |
| 2002        | 175             | 136             |
|             |                 |                 |

| Etnična sestava po popisu iz leta 2002 | Etnična sestava po popisu iz leta 2002 | Etnična sestava po popisu iz leta 2002 | Etnična sestava po popisu iz leta 2002 | Etnična sestava po popisu iz leta 2002 |
| -------------------------------------- | -------------------------------------- | -------------------------------------- | -------------------------------------- | -------------------------------------- |
| Albanci                                | Albanci                                |                                        | 134                                    | 98,52%                                 |
| Madžari                                | Madžari                                |                                        | 2                                      | 1,47%                                  |
| Neznano                                | Neznano                                |                                        | 0                                      | 0,0%                                   |